# 芙江貨物駅
芙江貨物駅（プガンかもつえき）は大韓民国世宗特別自治市にある、韓国鉄道公社（KORAIL）芙江貨物線の駅である。

## 歴史
- 2010年1月2日：開業[1]

## 隣の駅
韓国鉄道公社
芙江貨物線
芙江駅 - 芙江貨物駅